# Euritemiste
En la mitología griega, Euritemiste (Εὐρυθεμίστη), Euritemista, Eurítemis o Euritémide (Εὐρυθέμιδος, «ley extensa») es una de las tres Partaónides, hijas de Partaón y Laótoe. Sus hermanas eran Estérope y Estratonice y las tres moraban errantes por los campos de Pleurón como si se tratasen de ninfas. Testio viajó hasta la corte de Partaón, en donde pagó una buena dote para casarse con ella. A su debido tiempo Euritemiste alumbró a tres muchachas muy importantes para las genealogías de la mitología griega, y no fueron otras que Leda, Altea e Hipermestra, quienes casaron con Tindáreo, Eneo y Oícles, respectivamente.
Otra versión, en cambio, la llama Laofonte y la hace hija de Pleurón. Nombrada como Laofonte, se dice que es madre al menos de Ificlo, Leda y Altea.
En la Biblioteca mitológica se la llama Euritémide o Euritemia, y se dice que es hija de una tal Cleobea, de la que nada más sabemos.